# Бетаин
Бетаи́н (от лат. beta — свёкла) — триметильное производное глицина — триметилглицин, или триметиламиноуксусная кислота (внутренняя соль). Представляет собой важный продукт в реакциях переметилирования, выступая донором метильных групп. Является цвиттерионным соединением. К группе бетаинов относят и другие подобные соединения, однако название «бетаин» закрепилось за триметилглицином.

## Роль в организме
Бетаин является активатором в синтезах фосфолипидов клеточных мембран. Бетаин может функционировать как альтернативный донор метильных групп в превращении гомоцистеина в метионин. Благодаря этому, бетаин может замещать дефекты в реакциях метилирования, вызванные нарушением функционирования фолатного цикла и недостатком витамина В12. Бетаин может также заменять S-аденозилметионин как донор метильных групп для прямого метилирования фосфатидил-этаноламина. Этот путь является альтернативным в образовании фосфатидилхолина. Считается, что через две эти реакции бетаин оказывает влияние на промежуточный метаболизм.
Кроме того, установлено значение бетаина для реакций метилирования ДНК, что может оказаться более важным, чем прямые метаболические реакции бетаина. В присутствии бетаина, степень метилирования ДНК может увеличиваться, однако это выражено только в гипометилированных участках, что делает бетаин весьма перспективным веществом для ослабления аномальных мутаций ДНК.

## Применение в медицине
Бетаин применяется в качестве лекарственного средства, пищевой добавки и как катализатор в проведении некоторых биохимических тестов (например, в полимеразной цепной реакции).
Традиционно бетаин используется в качестве гепатопротекторного и метаболического средства. Входит в состав ряда препаратов для улучшения функций печени. Делаются попытки использовать бетаин в качестве средства для коррекции ожирения, однако серьёзных научных данных по влиянию бетаина на развитие избыточного веса нет. Гидрохлоридная соль может служить источником соляной кислоты при ахлоргидрии. Изучаются попытки применения бетаина при болезни Альцгеймера.
Существуют данные, что высокое потребление бетаина может предотвратить риск развития рака молочной железы. Этот эффект, как предполагается, реализуется посредством влияния на процессы метилирования ДНК. Однако вклад каждого фактора требует детального изучения в  крупномасштабном исследовании, поскольку у женщин в постменопаузальном возрасте такая взаимосвязь не была обнаружена, что может указывать на зависимость эффектов бетаина от гормонального статуса. Гипотеза о гормонассоциированном действии бетаина подтверждается данными об отсутствии его влияния на риск прогрессирования рака у женщин с удаленными яичниками. В то же время опубликованные данные открывают обнадёживающие перспективы и относительно мужчин: дополнительное введение бетаина сопровождается снижением риска аденомы предстательной железы и колоректального рака. Таким образом, очевидна необходимость с помощью более точных исследований оценить возможности профилактического применения бетаина  женщинами в детородном возрасте, а также его значение как онкопротекторного агента.
Последние результаты исследований показывают, что бетаин может быть эффективным средством коррекции уровня гомоцистеина при сердечной патологии, а также эффективно корригирует уровень гомоцистеина у женщин с ожирением, подвергавшихся липосакции, при котором повышенный уровень гомоцистеина коррелирует со сниженным уровнем бетаина и не корригируется дополнительным введением фолиевой кислоты. Однако клиническое значение снижения под влиянием бетаина уровня гомоцистеина с целью предотвращения риска сердечно-сосудистых осложнений остается неопределенным.

## Применение в косметике
Бетаин является хорошим увлажнителем и осмопротектором, защищая клетки от дегидратации. Используется в увлажняющих кремах и масках. Производные бетаина выступают в роли поверхностно-активных веществ (ПАВ). Из-за высокой способности улучшать (кондиционировать) внешний вид кожи и повышать текучесть композиций бетаин идеален для широкого диапазона косметических средств.

## В рыбалке
Бетаин используется в качестве компонента для прикормочных смесей. Широкое его использование взяло начало от спортивных рыболовов практикующих ловлю карпа, породивших впоследствии всеобщую моду на него как на добавку к прикормке и изготовлению прикормок с его содержанием. Порождено множество легенд о значении бетаина в прикормках — есть мнение что бетаин для рыбы является мощным слабительным, которое быстро опорожняет кишечник и провоцирует на дальнейший поиск пищи, подтверждения которому нет, но в свою очередь для рыбы бетаин является ценной аминокислотой, горьковатый вкус которой привлекает как к ценному компоненту корма.